# Oblężenie Torunia (1703)

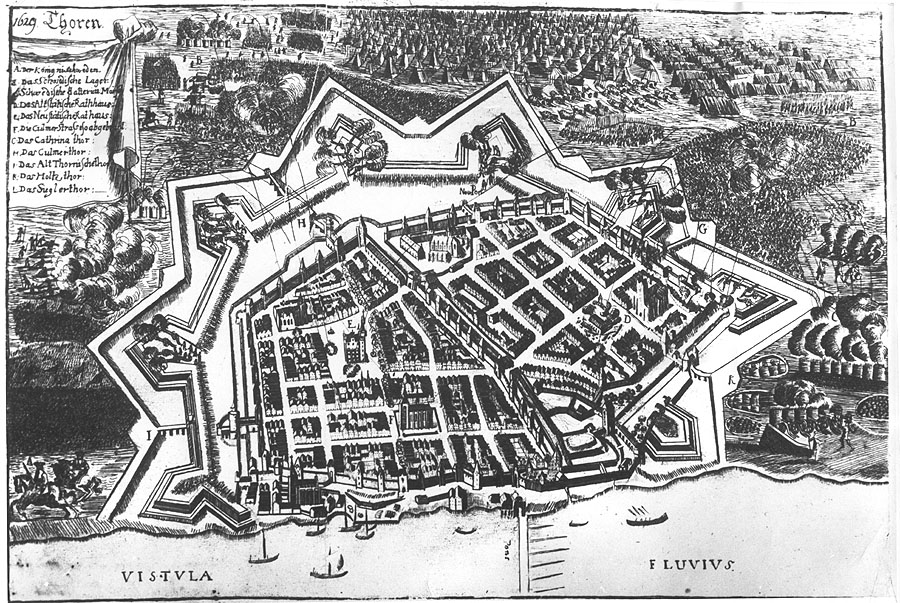
Oblężenie Torunia przez wojska szwedzkie w 1703 roku, na podstawie ryciny Mateusza Meriana

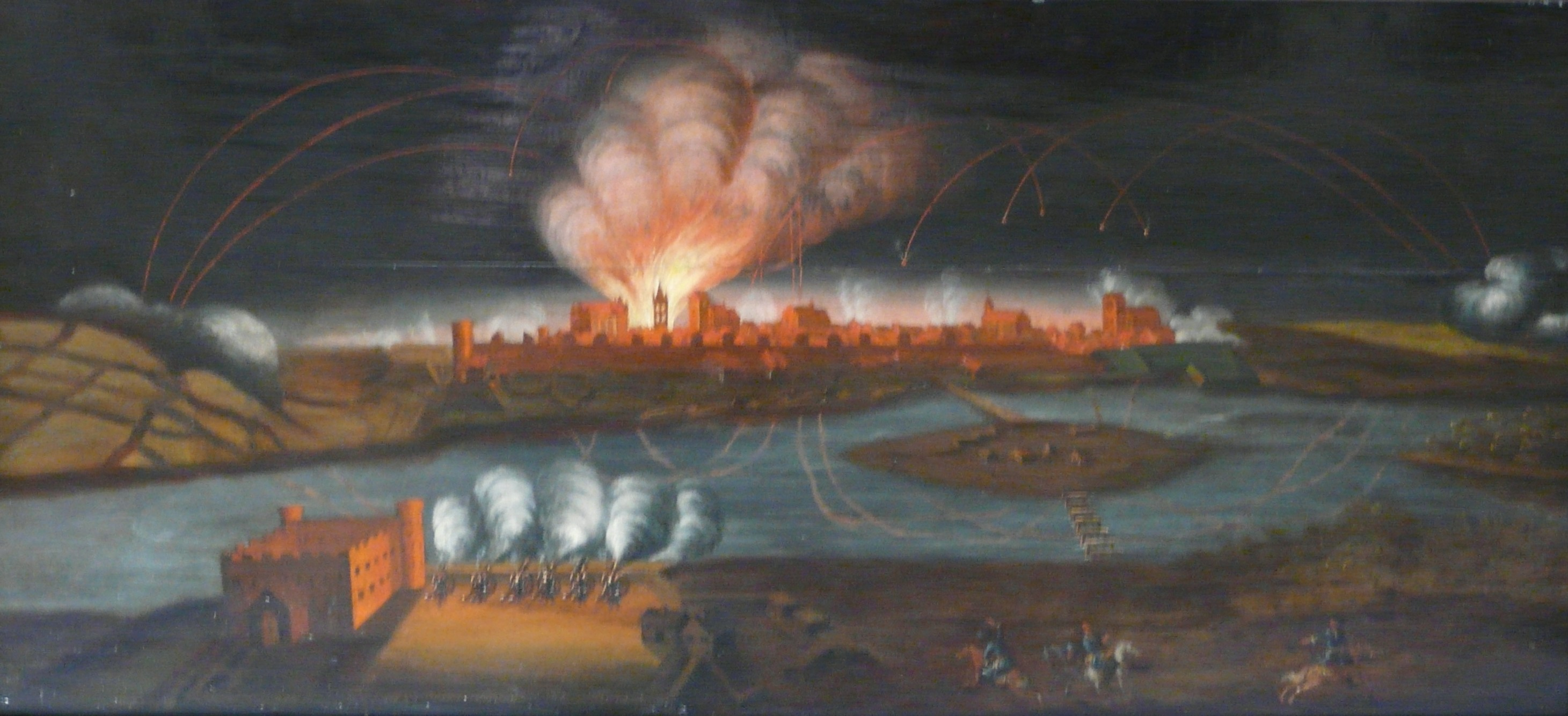
Ostrzeliwanie Torunia 1703. Nieznany malarz działający na Pomorzu, po 1703 roku

Oblężenie Torunia – oblężenie, które miało miejsce w dniach 23 maja – 9 października 1703 roku podczas III wojny północnej.

## Historia
W trakcie wojny Toruń opowiedział się po stronie Augusta II. Pierwsze oddziały szwedzkiego króla Karola XII dotarły pod Toruń 23 maja 1703 roku. 26 maja oddziały szwedzkie okrążyły miasto i rozpoczęły blokadę. Od 24 września po otrzymaniu posiłków artyleryjskich Szwedzi rozpoczęli ostrzał, który trwał do 9 października.
Podczas walk w mieście wybuchły pożary; uszkodzeniu uległy m.in. Ratusz, Dwór Artusa, katedra św. Janów. W trakcie walk zniszczeniu uległa znaczna część Zamku Dybów. Osłabiona załoga saska i Toruń skapitulowały 14 października.
Po przegranej walce, Toruń musiał zapłacić Szwedom kontrybucję. Wojska szwedzkie przejęły działa miejskie i zniszczyły liczne elementy fortyfikacji: zasypano fosy, wysadzono bramy – Starotoruński i Chełmiński, narożne basteje – Koci Łeb i Koci Ogon oraz część murów.
Bombardowanie Torunia przez Szwedów dnia 24 września 1703 roku zostało uwiecznione na rysunku Georga Friedricha Steinera.